# Falsely Accused (film 1911)
Falsely Accused è un cortometraggio muto del 1911 diretto da Thomas H. Ince e interpretato da Francis Ford.

## Produzione
Il film fu prodotto dalla Bison Motion Pictures e dalla New York Motion Picture.

## Distribuzione
Distribuito dalla Motion Picture Distributors and Sales Company, il film - un cortometraggio della durata di dieci minuti - uscì nelle sale cinematografiche statunitensi il 26 dicembre 1911.